# Burg Lethe
Die Burg Lethe ist eine spätmittelalterliche Wasserburg des Geschlechts der Dorgelo in der stark vermoorten Niederung der Lethe nördlich von Emstek im niedersächsischen Landkreis Cloppenburg.

## Geschichte
Das Geschlecht der Herren von Dorgelo besaß seinen Stammsitz im Varreler Ortsteil Dörrieloh (Landkreis Diepholz). In die Gegend von Cloppenburg gelangten sie als Drosten des Hochstifts Münster. Die Burg an der Lethe wurde wahrscheinlich durch Otto von Dorgelo in der ersten Hälfte des 15. Jahrhunderts errichtet, der zunächst von 1394 bis 1415 Drost in Cloppenburg und danach bis 1421 Drost in Vechta war. Auch die beiden Nachfolger im Besitz der Burg  aus dem Geschlecht hatten das Amt des Drosten in Cloppenburg inne. Der Standort ihres Sitzes wird allerdings erst 1471 spezifiziert, als Herbord von Dorgeloh als zur Lether Mühle ansässig bezeichnet wird. Die erste ausdrückliche Nennung der Burg erfolgte erst 1517. Sie blieb bis 1653 in den Händen der Dorgelo. Danach kam sie an die von Boeselager, von Schlepegrell, von Rhade und 1736 an die von der Decken, die hier unter anderem eine Branntweinbrennerei betrieben. 
Adam Ernst von der Decken ließ 1756 alle alten Gebäude auf der Insel niederreißen und errichtete ein Neubau mit Nebengebäuden. Bereits 1832 wurden auch diese Gebäude abgerissen und am rechten Letheufer neu aufgebaut.

## Beschreibung
Die Burg Lethe ist heute als leicht erhöhtes Areal zu erkennen, das von einem breiten Wassergraben umgeben ist. Die Lethe war hier ursprünglich zu einem Mühlenteich aufgestaut, der vor allem im Norden und Westen noch erkennbar ist. Anlässlich des Baus der Autobahn A 29 wurde 1982/83 auf dem Burgareal eine Ausgrabung durchgeführt, welche anhand der dabei geborgenen Keramik die Burggründung in die 1. Hälfte des 15. Jahrhunderts datierte.
Nach den Ergebnissen der Ausgrabung bestand die erste Phase der Burg lediglich aus einem Hauptgebäude im Südwesten und einem rechteckigen Turm im Nordwesteck. Für die Fundamentierung der Burginsel wurden starke Eichenpfähle in das Niedermoor gerammt und darauf ein Bohlenrost konstruiert, auf den schwere Findlinge als Ufermauern und Fundamente gelegt wurden. Der Zugang erfolgte über eine Brücke im Osten. In der zweiten Phase wurden neben einem neuen Hauptgebäude mit Küchenanbau und Heizungsanlage oder Backofen auch zwei Wirtschaftsgebäude errichtet. Der Turm wurde möglicherweise als Kapelle weiterverwendet.